# 日本自転車会館

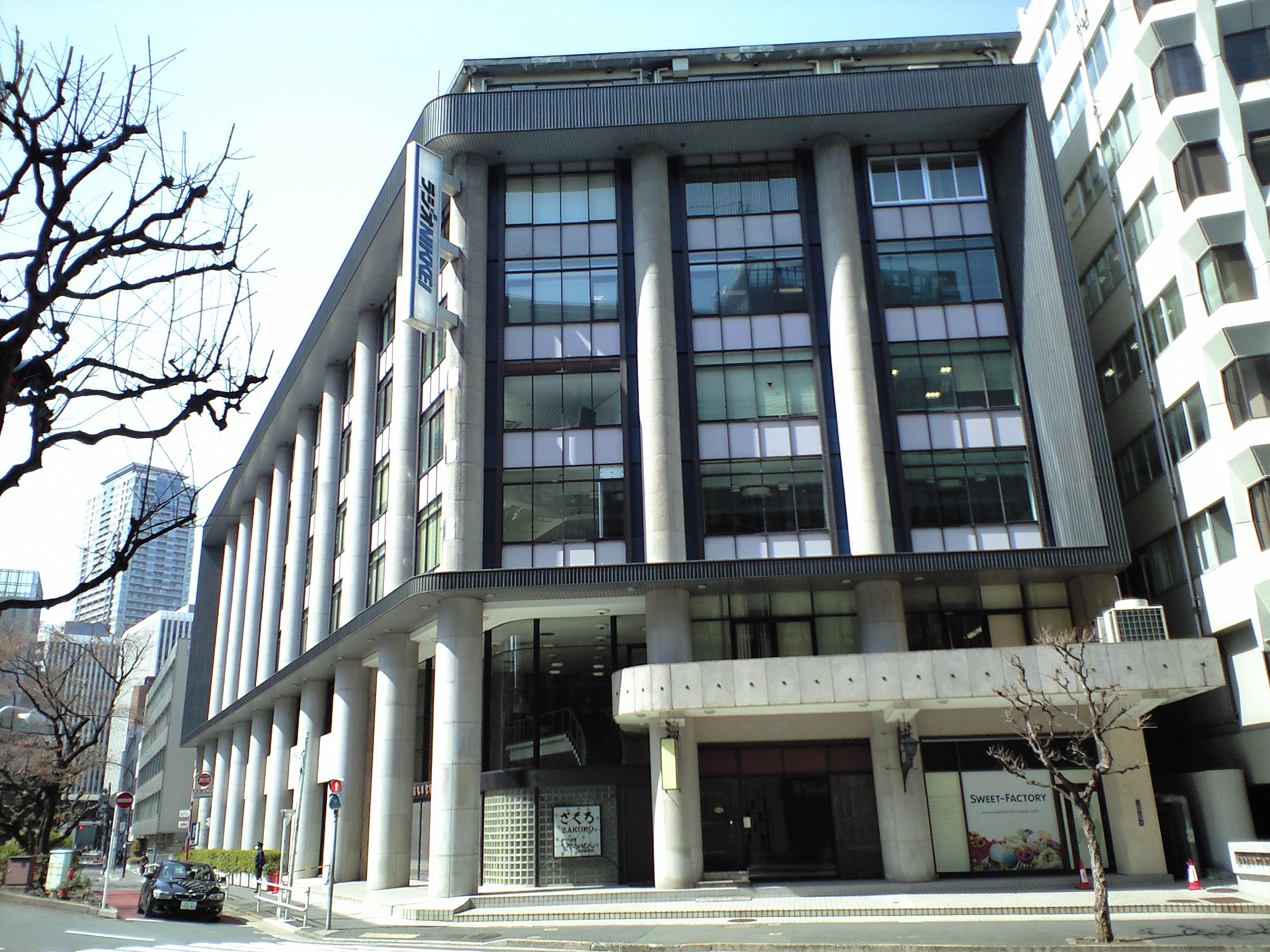
かつての日本自転車会館1号館

日本自転車会館（にほんじてんしゃかいかん）とは東京都港区赤坂にあった会館である。2013年に閉鎖された。

## 概要
自転車製造業者でつくる自転車協会が所有し、駐日アメリカ合衆国大使館の向かいに建てられていた。
JKA、日本自転車普及協会、日本サイクルスポーツセンター、日本自転車競技連盟等の自転車関連の公益法人が多く入居していた。他に入居していた組織として日経ラジオ社がある。
自由民主党所属国会議員である池田勇人が創設した派閥「宏池会」は1957年の結成以来、加藤紘一が会長を務めていた一時期（1998年から2000年）を除いて事務所を置き、2013年まで置いていた。
周辺の再開発に絡んで建物の取り壊しが決まり、2013年に入居していた組織は他のテナントに引っ越すことになった。